# 34 км (колійний пост, Придніпровська залізниця)
34 кіломе́тр — залізничний колійний пост Криворізької дирекції Придніпровської залізниці.
Розташований за кількасот метрів від села Сергіївка Софіївський район Дніпропетровської області на лінії Савро — Саксагань між станціями Саксагань (15 км) та Савро (15 км).
Станом на лютий 2020 року щодня п'ять пар електропоїздів Тимкове/Кривий Ріг-Головний/Тимкове — П'ятихатки, проте не зупиняються.